# El nadiu
El nadiu (títol original: Countryman) és una pel·lícula jamaicaina dirigida per Dickie Jobson el 1982. Ha estat doblada al català.

## Argument
Un pescador jamaicà recull dos supervivents d'un avió en dificultats que s'ha estrellat a la jungla, una oportunitat pel coronel Sinclair per posar en marxa un complot contra l'oposició... Els dos joves supervivents aprenen a viure al mig d'aquesta jungla amb l'ajuda mistica del pescador.

## Repartiment
- Countryman: ell mateix
- Hiram Keller: Bobby Lloyd
- Carl Bradshaw: Capità Benchley
- Basil Keane: Coronel Sinclair
- Freshey Richardson: Mosman
- Kristina St. Clar: Beau Porter
- Jahman: ell mateix
- Papa Threecards: Sadu Baba
- Munair Zacca: Periera
- Dee Anthony: Mr. Porter
- Ronnie McKay: Wax
- Claudia Robinson: Dona de blanc
- Ronald Gossop: jove en bicicleta
- Oliver Samuels: Pillion
- Chin: Venedor de peix

## Títols de les peces de música de Countryman
- Natural Mystic
- Rastaman Cant
- Rat Race
- Jah Live
- Ramble
- Rebel Music
- Soud System
- Mosman Skank
- Small Eix
- Sitting And Watching
- Bam Bam
- Ooh! Aah!
- Wisdom
- Carry Us Beyond
- Dreadlocks In The Moonlight
- Time Will Tell
- Pass It On
- Guidance